# Dark Medieval Times
Dark Medieval Times este albumul de debut al formației Satyricon. Albumul este dedicat lui Bård "Faust" Eithun.
Este primul material discografic lansat de casa de discuri Moonfog Productions. După cum spune și titlul, formația a încercat să surprindă spiritul evului mediu, o contribuție esențială în acest sens având pasajele în care s-a folosit chitara acustică (ceva neobișnuit în black metal). Albumul a fost foarte bine primit de criticii muzicali, aceștia subliniind faptul că formația a reușit să îmbine într-un mod armonios agresivitatea black metal-ului cu melodicitatea pasajelor acustice.

## Lista pieselor
1. "Walk The Path Of Sorrow" - 08:18
2. "Dark Medieval Times" - 08:12
3. "Skyggedans" (Dansul umbrelor) - 03:55
4. "Min hyllest til vinterland" (Tributul meu pentru tărâmul iernii) - 04:30
5. "Into The Mighty Forest" - 06:19
6. "The Dark Castle In The Deep Forest" - 06:23
7. "Taakeslottet" (Castelul încețoșat) - 05:54

## Personal
- Satyr - vocal, chitară, chitară bas
- Frost - baterie
- Torden - sintetizator (sesiune)